# Creolandreva chaloupensis
Creolandreva chaloupensis är en insektsart som beskrevs av Hugel 2009. Creolandreva chaloupensis ingår i släktet Creolandreva och familjen syrsor. Inga underarter finns listade i Catalogue of Life.